# Thomontocypris
Thomontocypris is een geslacht van kreeftachtigen uit de klasse van de Ostracoda (mosselkreeftjes).

## Soorten
- Thomontocypris argilloecoides (Hartmann, 1979) Maddocks, 1991
- Thomontocypris brightae Maddocks, 2005
- Thomontocypris clemensi (Smith, 1952) Maddocks, 1991
- Thomontocypris excussa (Maddocks & Steineck, 1987) Maddocks, 1991
- Thomontocypris gollnerae Maddocks, 2005
- Thomontocypris lobodonta (Maddocks, 1969) Maddocks, 1991
- Thomontocypris lurida (Maddocks in Maddocks & Iliffe, 1986) Maddocks, 1991
- Thomontocypris repanda (Maddocks & Steineck, 1987) Maddocks, 1991
- Thomontocypris sectilis (Maddocks & Steineck, 1987) Maddocks, 1991